# ورزشگاه خانگی کوبه
ورزشگاه میساکی پارک شهر کوبه (به ژاپنی: 神戸市御崎公園球技場) اسم اصلی ورزشگاه وینگ کوبه (به ژاپنی: 神戸ウイングスタジアム, Kōbe Uingu Sutajiamu) اسم عامیانهٔ ورزشگاه خانگی کوبه یک ورزشگاه فوتبال در میساکی پارک، هیوگوکو، کوبه، ژاپن است. گنجایش این ورزشگاه ۳۰٬۱۳۲ هزار نفر است.این ورزشگاه میزبان بازی‌های خانگی باشگاه فوتبال ویسل کوبه در رقابت‌های جی‌لیگ است.

## جام جهانی ۲۰۰۲
ورزشگاه خانگی کوبه یکی از مکانهای برگزاری بازی های جام جهانی ۲۰۰۲ بود و مسابقات زیر در آن برگزار شده است.
| تاریخ        | تیم ۱ | نتیجه | تیم ۲  | رقابت    |
| ------------ | ----- | ----- | ------ | -------- |
| ۵ ژوئن ۲۰۰۲  | روسیه | ۰-۲   | تونس   | (گروه H) |
| ۷ ژوئن ۲۰۰۲  | سوئد  | ۱-۲   | نیجریه | (گروه F) |
| ۱۷ ژوئن ۲۰۰۲ | برزیل | ۰-۲   | بلژیک  | یک هشتم  |